# كهف ميدل هيل
كهف ميدل هيل (بالإنجليزية: Middle Hill Cave)‏ هو كهف يقع ضمن أقاليم ما وراء البحار البريطانية في منطقة جبل طارق التابعة للتاج البريطاني.